# Cléré-sur-Layon
Cléré-sur-Layon település Franciaországban, Maine-et-Loire megyében. Lakosainak száma 345 fő (2022. január 1.). Cléré-sur-Layon Passavant-sur-Layon, Genneton, Saint Maurice Étusson, Val en Vignes és Lys-Haut-Layon községekkel határos.

## Népesség
A település népességének változása:
| Lakosok száma | 494  | 438  | 408  | 333  | 348  | 344  | 341  | 337  | 341  | 345  |
|               | 1968 | 1982 | 1990 | 2006 | 2013 | 2015 | 2017 | 2019 | 2020 | 2022 |